# Gunthertuch

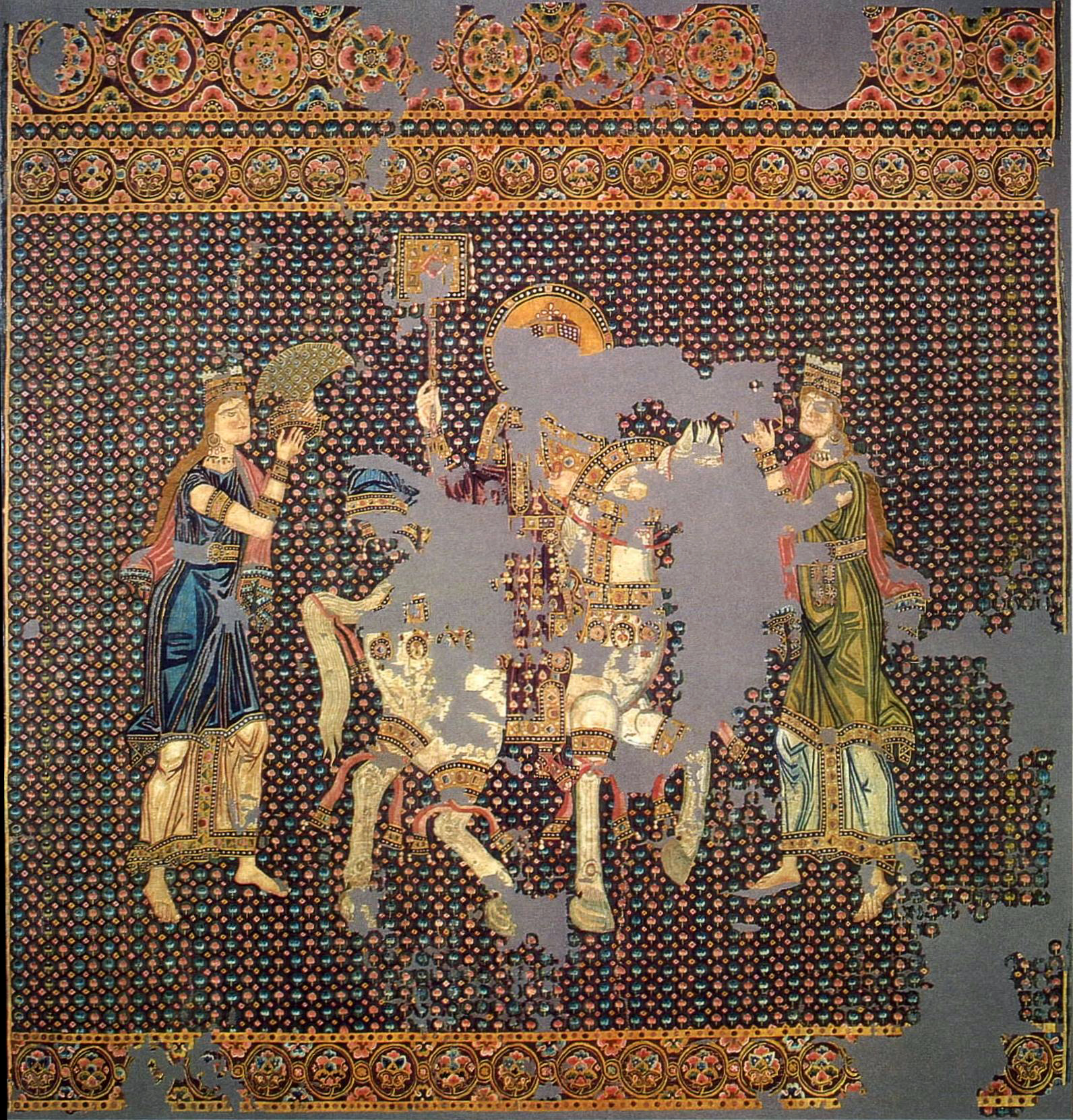
Le Gunthertuch tel qu'il a été découvert.

Le Gunthertuch (littéralement le linceul de Gunther) est une tapisserie en soie byzantine. Elle représente le retour triomphal d'un empereur après une campagne militaire. La pièce a été achetée ou bien reçue en cadeau par Gunther de Bamberg, évêque de Bamberg, à l'occasion du Grand pèlerinage allemand de 1064-1065. Elle est enterrée avec lui au sein de la Cathédrale Saint-Pierre-et-Saint-Georges de Bamberg avant d'être exhumée en 1830 et d'être exposée au musée diocésain de Bamberg.

## Histoire
En novembre 1064, Gunther prend part au grand pèlerinage allemand vers Jérusalem, sous la conduite de Sigefroi Ier de Mayence, de Guillaume Ier d'Utrecht et d'Otto von Riedenburg. Les pèlerins sont près de 7 000 et traversent d'abord la Hongrie avant d'arriver dans l'Empire byzantin. A son arrivée, Gunther surprend par sa stature et ses vêtements d'une grande élégance, au point de le faire passer pour l'empereur Henri IV voyageant anonymement. Le détail de son acquisition de la tapisserie est inconnu. Selon Günther Prinzing, cette pièce servirait de tapisserie murale au sein de la basilique Sainte-Sophie. Mort à Székesfehérvár le 23 juillet 1065 lors de son retour en Allemagne, Gunther de Bamberg est ramené à Bamberg pour y être enterré. Son corps est ensuite exhumé le 22 décembre 1830, dans le cadre d'importants travaux de restauration de la cathédrale. C'est à cette occasion que le Gunthertuch est redécouvert et exposé dans un musée de la ville, aux côtés des insignes et de la tenue papales de Clément II. 
La pièce est tissée selon la technique de la tapisserie. Elle fait 218 centimètres de haut pour 211 centimètres de large et montre un empereur byzantin sur un fond à motifs. Il chevauche un destrier blanc et porte une couronne impériale ainsi qu'un petit labarum dans sa main droite. Il est flanqué de deux personnages, des Tyché, qui sont des personnifications féminines de Constantinople. Elles portent une couronne de forme murale et sont habillées de longs vêtements descendant jusqu'aux chevilles. La figure de droite porte une tunique verte et présente probablement à l'empereur une couronne tandis que celle de gauche, revêtue de bleu, tient la toupha, un couvre-chef réservé aux processions triomphales. Les deux femmes sont pieds nues, un fait souvent associé à la servitude, représentant leur soumission à l'empereur, à moins qu'il ne symbolise leur caractère divin, en tant que déesses de la Fortune.

## Interprétation

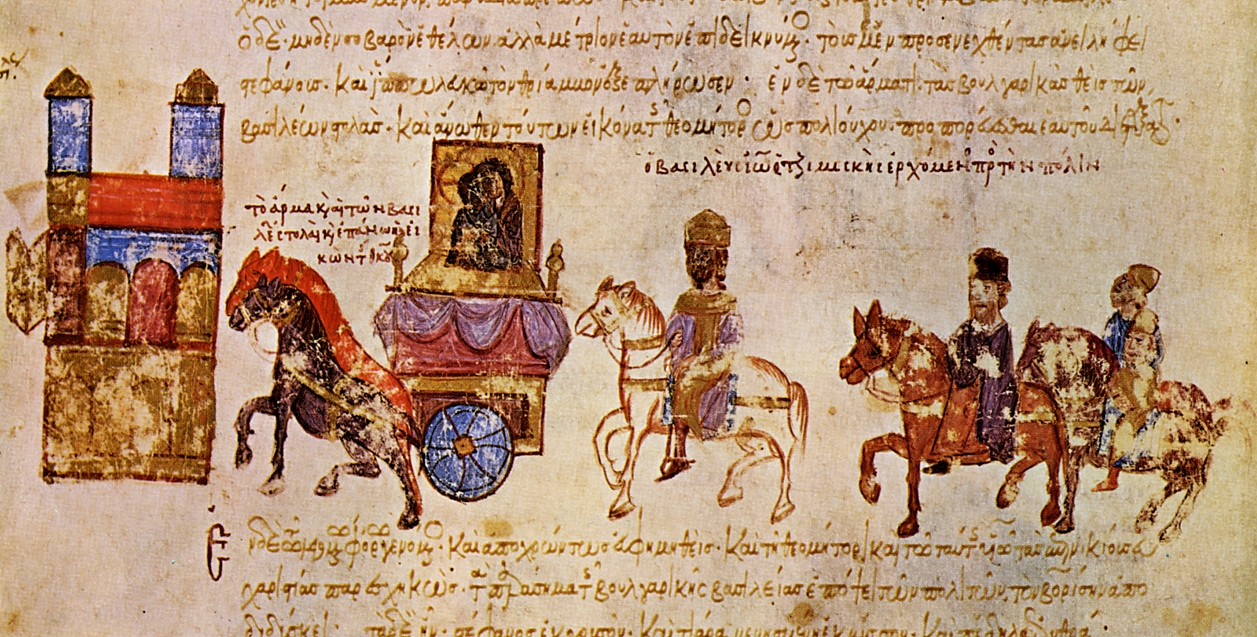
La procession de Tzimiskès représentée dans la chronique de Skylitzès de Madrid. L'empereur est précédé d'une icône de la Vierge et suivi de captifs bulgares.

Sous l'influence du byzantiniste français André Grabar, c'est longtemps l'empereur Basile II qui a été identifié comme le souverain représenté sur le tissu, lors de son retour de ses guerres victorieuses contre les Bulgares. Toutefois, les historiens modernes lui préfèrent Jean Ier Tzimiskès, son prédécesseur immédiat. La scène dépeinte serait celle de son triomphe contre la Rus' de Kiev, chassée de Bulgarie en 971. Selon le chroniqueur Léon le Diacre, Tzimiskès célèbre son succès par un triomphe lors duquel il chevauche un cheval blanc, derrière un attelage portant une icône de la Vierge Marie ainsi que les symboles du pouvoir bulgare. Il est suivi du tsar bulgare Boris II et de sa famille, faits prisonniers à l'occasion de la campagne de Tzimiskès. Si le récit ultérieur de Jean Skylitzès présente quelques différences, les deux sources s'accordent sur le fait qu'il monte un cheval blanc et que les deux couronnes bulgares jouent un rôle important dans la procession. Pour les deux auteurs, l'une d'elle est une tiare, qui concorderait avec la toupha de la Gunthertuch.
D'autres interprétations ont été proposées. Les deux femmes représenteraient Rome et Constantinople (la nouvelle Rome) ou bien Athènes et Constantinople, les deux villes de célébration de la victoire de Basile II sur les Bulgares. Les couleurs bleue et verte ont pu être associées aux Factions du cirque. Pour d'autres historiens, elles incarneraient les cités de Preslav et Dorystolon, les deux grandes villes conquises par Tzimiskès et renommées respectivement en Ioannoupolis (en référence à l'empereur) et Théodoroupolis (en l'honneur de Théodore le Stratilate.

## Sources
- André Grabar, « La soie byzantine de l'évêque Gunther a la Cathedrale de Bamberg », Münchener Jahrbuch, vol. 7,‎ 1956, p. 227
- (de) Günther Prinzing, « Das Bamberger Gunthertuch in neuer Sicht », Byzantinoslavica, vol. 54,‎ 1993, p. 218-231